# Cennet
A Cennet (eredeti cím: Cennet'in gözyaşları) egy 2017 és 2018 között készült török sorozat, melyet a Süreç Film készített. Főszereplői: Almila Ada, Berk Atan és Esra Ronabar. Törökországban az ATV sugározta, Magyarországon pedig 2018. november 21. és 2019. május 15. között a TV2. A széria a 2014-es dél-koreai telenovella, a Tears of Heaven (A mennyország könnyei) feldolgozása.
2020. július 13-án az Izaura TV újra képernyőre tűzte. 

## Történet
A sorozat elején egy fiatal nő, Cavidan, megszüli gyermekét, majd percekkel később elhagyja. A cseperedő kislányt nagyanyja, Mukkades, egy árvaház gondjaira bízza, mert sokat kell dolgoznia. Itt ismerkedik meg Ali-val, aki a legjobb pajtása lesz, de nemsokára a kisfiút örökbe fogadják. Évekkel később a 23 éves Cennet osztályelsőként végez az építészmérnöki szakon. Immáron nagyanyjával él. Eközben Cavidan, Arzu néven éli életét: hozzáment a híres Soyer család fiához, és született egy lánya. Ez a lány, Melisa, éppen Cennet osztálytársnője. Cennet az érettségi bankettre igyekszik fogadott húgával, Beste-vel, amikor is véletlenül kirohan egy jóképű fiatalember autója elé, aki felajánlja, hogy elviszi őket az ünnepségre, mert ő is oda megy. A lány visszautasítja az ajánlatot, és gorombán elsiet. Kiderül, hogy a fiú Selim, Melisa egyik gyerekkori barátja, aki épp a lány ünnepségére igyekezett. Eközben Melisa bemutatja családját Cennet-nek, azaz Arzu-t is...
Cennet egy étteremben dolgozik, és a Soyer család ott tartja Melisa ünnepi vacsoráját. Riza, a család feje, nagyon dicséri Cennet-et, és még Arzu is állásajánlatot tesz a lánynak, mit sem sejtve. Miután munkába állt, közte és Selim között különös vonzalom alakul ki, s egy alkalommal a fiú a lány nagyanyját is kimenti égő házukból. Arzu egy különös véletlen folytán rájön, hogy Cennet az ő lánya, és elzavarja a cégtől, majd felkeresi Mukkades-t, hogy közölje vele: tartsák távol magukat tőle. Egy este a Soyer és az Arisoy család együtt vacsorázik. Cengiz (Selim apja) apja és Riza régi barátok voltak. Egy beszélgetés során megtudjuk, hogy Cengiz húga Özlem, és Riza fia Mahir "szeretők". Emellett azt is, hogy Cengiz és a neje Nilgün elvesztették fiukat egy balesetben, és Selim-et örökbe fogadták. A fiú nem más, mint Cennet egykori barátja, Ali.
Miután ismét fenyegetve érzi magát, Arzu megint zaklatja Mukkades-t, és elmondja neki: Cennet nem az unokája, mire az asszony rosszul lesz, és lerántja Arzu, Cengiztől kapott kitűzőjét, majd elájul, a kórházban pedig kómába esik. Az aggódó Cennet Selim társaságában, a bross segítségével keresi anyját. Arzu eközben felbéreli egy ismerősét, hogy játssza el a lánya anyját, és hogy bántsa meg. Mukkades felébred a kómából, és barátnője, Suna valamint annak fia segít a lábadozásban. Eközben Selim és Cennet összejönnek, de hamar szakítanak, és Orhan, Mahir öccse szemet vet a lányra. Cennet megtudja az igazat, hogy Selim az ő Ali-ja. Riza úr annyira sajnálja az árva lányt, hogy segíteni akar neki megkeresni anyját, ámde rájön, hogy Cennet, Arzu lánya. Számonkéri menyét, akit Cengiz is elkísér, de Riza szívrohamot kap és nem tudnak segíteni rajta. Cengiz kényszeríti Arzu-t, hogy segítsen neki elásni az embert, mert azt mondja: mindenki őket fogja hibáztatni a történtekért. A Soyer család többi tagja, kétségbeesetten keresi a férfit, majd egy nyomozó közli velük, hogy megtalálták egy idős ember testét a folyóban. Sema, Riza neje azonosítja a testet, aki valóban a férje. A temetésen Cengiz fotókat kap, melyek a szörnyű éjszaka történéseit mutatják meg.
Özlem, Mahir szeretője teherbe esik, és Arzu elhidegül férjétől. Haragjában börtönbe juttatja Cennet-et, őt okolva mindenért. Mukkades eközben Cennet vér szerinti apját keresi, és meg is találja. Mikor a lányt kiengedik, egy férfi vár rá a börtön előtt, aki azt állítja, hogy az apja. Cennet számonkéri nagyanyját, majd az igazságot megtudván összetörik, de aztán megbarátkozik a helyzettel. Kaya, az apja pedig elkezdi terrorizálni Arzu-t. Ugyanis amikor Arzu évekkel korábban a férfi családjánál szolgált, az megerőszakolta őt és így fogant meg Cennet. Arzu ezért gyűlöli a lányt, ezért hagyta el évekkel ezelőtt. Hamarosan Cennet kibékül Selimmel, azonban Melisa megtudja, hogy a fiút örökbe fogadták, és elárulja Selim-nek, aki összetörve faképnél hagyja Cennet-et, akinek épp meg akarta kérni a kezét. Melisa fondorlatának köszönhetően a fiú azt hiszi, hogy lefeküdtek, ezért megkéri a lány kezét. Nilgün azonban lebuktatja Melisa-t és a szerelmespár újra kibékül. Melisa tombol, és házukban megtámadja Cennet-et, akit Kaya véd meg. A férfi már Cengiz-t is fenyegeti, aki úgy akar bosszút állni Arzun, aki nem szereti viszont, és Kaya-n, hogy kirakós darabokat küld Cennet-nek az anyjáról. Selim megkéri Cennet kezét. Kaya megtudja, Cengiz tervét és fejbelövi, azonban a kórházban megmentik az életét. Kaya elrabolja Arzu-t, aki leszúrja a férfit, és elmenekül. A férfi életben maradt és Arzu szeme láttára megöli Cengiz-t, eközben a Soyer család megkapja Riza haláláról készült képeket, melyen Cengiz szerepel, Arzu pedig nem, és azt hiszik, hogy a férfi ölte meg a család fejét.
Orhan feldühödve meglövi Selim-et, aki majdnem belehal sérüléseibe. Melisa elrabolja Cennet-et és Selim-et, utóbbit kiláncolja egy kunyhó elé, melyben fogva tartja a lányt. Magukra gyújtja a viskót, de Arzu és Kaya megmentik lányaikat, Melisa-t intézetbe zárják. Mukkades meglátogatja és elárulja az igazságot. Miután kiengedik, kedvesen bánik Cennet-el, még egy férfit is felbérel, hogy játssza el, hogy ki akarja rabolni a lányt, ámde ő megmenti. Azonban a férfi kevesellve a pénzt, elrabolja Cennet-et és meg akarja erőszakolni, ám Arzu megmenti, leüti a férfit, és ekkor kezd el érezni valamit elsőszülött lánya iránt. Börtönbe zárják, és megtapasztalja, mit élt át Cennet. Melisa féltékeny lesz, autóbalesetet színlel, majd eljátssza, hogy a lábai megbénultak. Anyja hamar rájön a cselre, és nagyot csalódik a lányban. Cennet hamarosan gyanakodni kezd, hogy Arzu az anyja, mikor meglátja az anyajegyét. A nő Kaya-nál járva elhagyja egyik fülbevalóját, melyet lánya megtalál, és Soyer házban annak párját is. Megkérdezi nagyanyját, hogy Arzu-e az anyja, aki mindent bevall. Ellátogat anyjához és annak családjához is, számonkéri rajta az elmúlt 23 évet. Miután mindenki megtudja az igazságot, Arzu-t elzavarják a háztól. Mukkades, Suna társaságában elköltözik régi házukból, és a címet ott hagyják, hogy ha a lány megnyugszik, utánuk tudjon menni. Cennet öngyilkos akar lenni, túladagolja magát, azonban Arzu megmenti, de a lánya nem akar róla hallani.
Cennet véletlenül kihallgatja, amikor anyja elmondja Mukkades-nek, hogy Kaya megerőszakolta. Megakarja ölni az apját, ám Arzu megállítja és kibékülnek. Pár nappal később Melisa és Cennet elmennek beszélgetni, ámde a lány autója meghibásodik és karamboloznak. Arzu kimenti Melisa-t, aki súlyos állapotban van, és otthagyja Cennet-et, egy másik férfira bízva. A lány megbántódik, azonban nem sokáig szomorkodik, mert épp az esküvőjükre készül Selim-mel. Orhan elutazik Dubai-ba, Cennet projektjének megvalósítása végett. Melisa-nak köszönhetően a lány otthagyja Selim-et az oltárnál, azonban az lebuktatja Melisa-t. Hamarosan Cennet megbocsát anyjának és a húgának.
Arzu felkeresi Kaya régi ellenségét, Cihan-t, hogy eltávolítsa a férfit az életükből. Azonban a férfi őt és Cennet-et is meg akarja ölni. A nő rájön mindenre, de a férfi felbérel egy embert, aki eljátssza, hogy miután Melisa elüti, meghal. Erről videó is készül, mellyel Cihan zsarolja Arzut: hozzá kell mennie feleségül. Az esküvő napján Melisa, Selim és Cennet megtalálja a férfit, aki színt vall, de Cihan megszökik, majd elrabolja a lányokat. Felhívja Arzu-t, és megfenyegeti: ha nem viszi el neki Kaya-t, megöli a lányokat. Teljesíti kérését, de lelövi Cihan-t, aki utolsó erejével végez Kaya-val.
4 hónappal később Arzu ellátogat első férje, Mukkades fia, Mehmet sírjához és bocsánatot kér tőle. Mindenki Cennet és Selim esküvőjére készül, még Nilgün is belenyugodott a frigybe. Melisa összejön az esküvőn éneklő sráccal, Özlem és Mahir gyermeke megszületik, mindenki boldog. A sorozat Arzu epilógusával végződik.

## Szereplők
| Szerepnév                                  | Színész(nő)           | Magyar hang         | Leírás |
| ------------------------------------------ | --------------------- | ------------------- | --- |
| Cennet Yilmaz/Cennet Demiröz/Cennet Arisoy | Almila Ada            | Pánics Lilla        | A sorozat főszereplőnője. Selim szerelme, később neje, Mukkades "unokája", Cavidan és Kaya lánya, Melisa féltestvére. |
| Selim Arisoy (Ali Demir)                   | Berk Atan             | Farkas Dénes        | Cennet árvaházi barátja, később szerelme, majd férje, Nilgün és Cengiz örökbefogadott fia, Melisa szerelmes belé.     |
| Cavidan Yilmaz / Arzu Soyer / Arzu Günesh  | Esra Ronabar          | Kerekes Viktória    | Cennet és Melisa anyja, Mahir neje. Kaya megerőszakolta, és megfogant Cennet.                                         |
| Melisa Soyer                               | Zehra Yilmaz          | Nagy Katica         | Cennet féltestvére, Cavidan és Mahir lánya, Riza és Sema unokája, szerelmes Selimbe.                                  |
| Mahir Soyer                                | Hazim Körmükcü        | Seress Zoltán       | Melisa apja, Cavidan férje, Orhan bátyja, Riza és Sema fia, Özlem szeretője.                                          |
| Özlem Arisoy                               | Ebru Destan           | Kiss Virág          | Cengiz testvére, Selim nagynénje, Nilgün sógornője, Mahir szeretője.                                                  |
| Mukaddes Yilmaz                            | Güler Ökten           | Tímár Éva           | Cennet "nagyanyja", Suna nővére, Cavidan volt anyósa, Mehmet édesanyja, Ömer nagynénje.                               |
| Cengiz Arisoy                              | Sencan Güleryüz       | Szakács Tibor       | Selim apja, Nilgün férje, Özlem bátyja. Kaya végez vele.                                                              |
| Nilgün Arisoy                              | Cicek Acar            | Orosz Anna          | Selim anyja, Cengiz neje, Özlem sógornője.                                                                            |
| Orhan Soyer                                | Yusuf Akgün           | Papp Dániel         | Riza és Sema fia, Mahir öccse, Melisa nagybátyja, Arzu sógora, szerelmes Cennetbe.                                    |
| Riza Soyer                                 | Ali Ipin              | Szélyes Imre        | Mahir és Orhan apja, Sema férje, Melisa nagyapja, Arzu apósa. Szívrohamban meghal.                                    |
| Sema Soyer                                 | Ebru Nil Aydin        | Kocsis Judit        | Mahir és Orhan anyja, Riza neje, Melisa nagyanyja, Arzu anyósa.                                                       |
| Suna Gürsu                                 | Süeda Cil             | Braun Rita          | Mukkades barátnője, Ömer anyja.                                                                                       |
| Kaya Demiröz                               | Devrim Saltoglu       | Törköly Levente     | Cennet vér szerinti apja, szerelmes Cavidanba.                                                                        |
| Halil                                      | Cihangir Köse         | Petridisz Hrisztosz | Kaya jobbkeze. Turan végez vele.                                                                                      |
| Cihan Cocgaolu                             | Fatih Sönmez          | Csankó Zoltán       | Maffiózó. Kaya ellensége, a sorozat főgonosza.                                                                        |
| Jasar Bey                                  | Mahmut Gökgöz         | Kertész Péter       | Az Arisoy család jó barátja, Selim segítője.                                                                          |
| Pinar                                      | Zeynep Ülsezer Öztürk | Roatis Andrea       | Jasar beépített embere, Kaya házvezetőnője.                                                                           |
| Turan                                      | Onur Sencer Akinci    |                     | Cihan jobbkeze, Halil gyilkosa.                                                                                       |
| Beste Tuna                                 | Sude Naz Yazici       | Koller Virág        | Cennet fogadott húga az árvaházból, Ömer reménybelije.                                                                |
| Ömer Gürsu                                 | Oktay Cubuk           | Hajdu Tibor         | Suna fia, Beste reménybelije.                                                                                         |
| Mine                                       | Benan Yüce            | Ősi Ildikó          | Arzu régi ismerőse és megbízottja, Cennet hamis anyja.                                                                |
| Kemal úr                                   | Yasar Nihat Tokman    | Bácskai János       | Cenneték mogorva bérlője.                                                                                             |
| Sofőr                                      | Bülent Tapici         | Sótonyi Gábor       | Arzu sofőrje. |
| Faysal                                     | Sefa Senel            |                     | Arzu testőre. |
| Cem Belevi                                 | Cem Belevi            | Fehér Tibor         | Énekes. Selim barátja, Melisa reménybeli kedvese.                                                                     |
| Hakan                                      |                       | Megyeri János       | Nilgün megbízottja, Cennet elrablója.                                                                                 |
| Danisman                                   | Aydin Öz              | Galbenisz Tomasz    | Ügyvéd és magánnyomozó, Sema, majd Arzu embere.                                                                       |

## Szinkronstáb
Magyar szöveg: Hanák Borbála, Szatmári Bence
Felvétel: Héjj Gergely, Simon Szabolcs
Hangmérnök: Halas Péter
Vágó: Győrösi Gabriella
Gyártásvezető: Vigvári Ágnes
Szinkronrendező: Nikas Dániel
Produkciós vezető: Jávor Barbara
Narrátor: István Dániel
Megrendelő: TV2 Csoport
Szinkronstúdió: Direct Dub Studios

## Évados áttekintés
| Évad | Évad | Török epizód | Magyar epizód | Török sugárzás       | Török sugárzás   | Magyar sugárzás    | Magyar sugárzás |
| Évad | Évad | Török epizód | Magyar epizód | Évadpremier          | Évadfinálé       | Évadpremier        | Évadfinálé      |
| ---- | ---- | ------------ | ------------- | -------------------- | ---------------- | ------------------ | --------------- |
|      | 1    | 36           | 115           | 2017. szeptember 24. | 2018. június 17. | 2018. november 21. | 2019. május 15. |

## Érdekességek
- Esra Ronabarnak hosszú idő után ez volt az első sorozatszerepe, ugyanis 2014-ben súlyos autóbalesetet szenvedett, és három évig lábadozott.
- A magyar nézők korábban már láthatták hazai képernyőn Güler Öktent, a Piszkos pénz, tiszta szerelem című sorozatban, Yusuf Akgünt pedig a Ferihában.
- A Cennet két főszereplőjét Almila Ada és Berk Atan alakítják, egyiküket sem láthattuk korábban még idehaza vetített török sorozatban. Ennek megfelelően ezzel a szériával kapják első magyar hangjukat.